# Лєднєв Богдан Сергійович
Богда́н Сергі́йович Лє́днєв (нар. 7 квітня 1998, Сквира, Київська область, Україна) — український футболіст, півзахисник футбольного клубу «Полісся». Грав за молодіжну збірну України. Старший брат футболіста Нікіти Лєднєва.

## Кар'єра
Народився у місті Сквира Київської області. Розпочав займатись футболом у київських школах  «Динамо» та «Атлет», а з 2013 року був у академії «Дніпра».
До 2015 року Лєднєв грав за «Дніпро» у дитячо-юнацькій футбольній лізі, після чого потрапив до структури клубу і грав у юнацькому чемпіонаті України (U-19), а у сезоні 2015/16 також зіграв 5 матчів у молодіжному чемпіонаті U-21. В липні 2016 року Лєднєв підписав контракт з київським «Динамо» і вже 6 серпня в матчі 1-го туру чемпіонату U-19  дебютував за «біло-синіх». Вийшовши у виїзному поєдинку проти «Ворскли» відразу після перерви на заміну він вже через 32 хвилини забив гол і посприяв перемозі команди Юрія Мороза — 3:2.
За першу команду «Динамо» дебютував 24 жовтня 2017 року в матчі Кубка України проти«Олександрії» (3:2). Втім у чемпіонаті Богдан продовжував грати за дублюючу команду, ставши з 16 голами найкращим бомбардиром молодіжного чемпіонату України 2017/18.
19 липня 2018 року перейшов на правах оренди на два роки у «Зорю» (Луганськ). 4 серпня 2018 року в матчі проти «Чорноморця» (1:1), Лєднєв дебютував у Прем'єр-лізі, вийшовши на заміну на 80-й хвилині замість Рафаела Ратао.
Влітку 2020 року повернувся до київського «Динамо».

## Статистика виступів

### Клубна статистика
Статистичні дані наведено станом на 13 листопада 2022 року
| Сезон                  | Команда                | Чемпіонат              | Чемпіонат | Чемпіонат | Кубок країни | Кубок країни | Кубок країни | Континентальні кубки | Континентальні кубки | Континентальні кубки | Інші змагання | Інші змагання | Інші змагання | Усього | Усього |
| Сезон                  | Команда                | Змаг.                  | Матчі     | Голи      | Змаг.        | Матчі        | Голи         | Змаг.                | Матчі                | Голи                 | Змаг.         | Матчі         | Голи          | Матчі  | Голи   |
| ---------------------- | ---------------------- | ---------------------- | --------- | --------- | ------------ | ------------ | ------------ | -------------------- | -------------------- | -------------------- | ------------- | ------------- | ------------- | ------ | ------ |
| 2018–19                | «Зоря»                 | УПЛ                    | 22        | 1         | КУ           | 3            | 2            | ЛЄ                   | 3                    | 0                    | —             | —             | —             | 28     | 3      |
| 2019–20                | «Зоря»                 | УПЛ                    | 27        | 11        | КУ           | 1            | 1            | ЛЄ                   | 5                    | 1                    | —             | —             | —             | 33     | 13     |
| Всього за «Зорю»       | Всього за «Зорю»       | Всього за «Зорю»       | 49        | 12        |              | 4            | 3            |                      | 8                    | 1                    |               | —             | —             | 61     | 16     |
| 2017–18                | «Динамо» К             | УПЛ                    | 0         | 0         | КУ           | 1            | 0            | ЛЧ/ЛЄ                | 0                    | 0                    | —             | —             | —             | 1      | 0      |
| 2020–21                | «Динамо» К             | УПЛ                    | 12        | 1         | КУ           | 2            | 1            | ЛЧ/ЛЄ                | 5+1                  | 0                    | СКУ           | 1             | 0             | 21     | 2      |
| 2021–22                | «Динамо» К             | УПЛ                    | 8         | 0         | КУ           | 1            | 0            | ЛЧ                   | 1                    | 0                    | СКУ           | 0             | 0             | 10     | 0      |
| Всього за «Динамо»     | Всього за «Динамо»     | Всього за «Динамо»     | 20        | 1         |              | 4            | 1            |                      | 7                    | 0                    |               | 1             | 0             | 32     | 2      |
| 2021–22                | «Фегервар»             | ШЛ                     | 8         | 0         | КУ           | 2            | 0            | —                    | —                    | —                    | —             | —             | —             | 10     | 0      |
| 2022–23                | «Фегервар»             | ШЛ                     | 8         | 0         | КУ           | 0            | 0            | —                    | —                    | —                    | —             | —             | —             | 8      | 0      |
| Всього за ««Фегервар»» | Всього за ««Фегервар»» | Всього за ««Фегервар»» | 16        | 0         |              | 2            | 0            | —                    | —                    | —                    | —             | —             | —             | 18     | 0      |
| Всього за кар'єру      | Всього за кар'єру      | Всього за кар'єру      | 85        | 13        |              | 10           | 4            |                      | 15                   | 1                    |               | 1             | 0             | 111    | 18     |

## Досягнення
- Чемпіон України: 2020–21
- Володар Кубка України: 2020–21
- Володар Суперкубку України: 2020